# Šamši-Adad I.
Šamši-Adad I. (vladao od oko 1813. – 1781. pr. Kr.) bio je amorićanski plemenski starješina koji je zavladao velikim područjem u sjevernoj Mezopotamiji, te se proglasio kraljem u Ašuru.
Njegov otac, Ila-kabkabu, vladao je područjem uz granice Marija, a nakon očeve smrti, to je područje preuzeo Šamši-Adadov brat, pa se Šamši-Adad okrenuo drugim zemljama.

## Osvajanja
Najprije je osvojio grad Šeknu i preimenovao ga u Šubat-Enlil, na mjestu koje se danas na arapskom zove Tel Leilan. Potom je osvojio utvrdu Ekalatum s lijeve obale Tigrisa, i to tek iz drugog pokušaja, dok je nakon prvog neuspjeha Šamši Adad otišao u Babiloniju. Ovo osvajanje omogućilo je kontrolu nad gradom Ašurom, koji je u to doba bio bogato mjesto s razgranatim trgovačkim kolonijama u Anatoliji. Najstarijeg je sina, Išme-Dagana, Šamši-Adad postavio na prijestolje u Ekalatumu, te nastavio s osvajanjima.
Sljedeći je cilj bio grad Mari koji je kontrolirao karavanski pravac između Anatolije i Mezopotamije. Kralja Marija, Jakdunlima, ubili su njegovi vlastite sluge, možda i po nalogu Šamši-Adada, koji preuzima vlast, a prijestolonasljednika, Zimri Lima, tjera u progonstvo, te se on smješta u drevnom Jamkadu, kasnijem Alepu. Kralj u Mariju postaje Šamši-Adadov drugi sin, Jasmah-Adad, a sam se Šamši-Adad vraća u Šubat-Enlil.

## Šamši-Adadovo carstvo
Pripojenjem Marija pod njegovom se vlašću našlo prostrano carstvo koje je obuhvaćalo čitavu gornju Mezopotamiju, koja će kasnije biti poznata kao Asirija. U svojim se natpisima Šamši-Adad hvali kako je podigao stele na sredozemnoj obali, no to su vjerojatno bili tek kratkotrajni pljačkaški pohodi.
Kao vladar, uzeo si je naslov »kralj svega«, naslov što ga je nosio gotovo mitski kralj Sargon Akađanin.
Svojim osvajanjima Šamši-Adad je stekao niz neprijatelja, pa su se kako on, tako i njegova dvojica sinova, nalazili uvijek pred novim izazovima. Čini se da je stariji sin, Išme-Dagan, bio sposoban vladar, dok se za mlađega, Jasmah Adada, to ne bi moglo reći. Sam Šamši-Adad piše svome mlađem sinu: »Zar ti, sine, nisi muškarac? Zar ti nije brada obrasla?«, a u drugom pismu: »Dok ovdje tvoj brat odnosi pobjedu, ti ondje dolje ležiš među ženama!« Prema ovom se zaključuje da Jasmah-Adadu nije bilo previše stalo ni do borbi ni do državne uprave, te da je vrijeme uglavnom provodio u haremu. Na koncu je Šamši-Adad imenovao savjetnike u Mariju, koji su ga imali neprestano izvješćivati o tome što se događa u gradu što ga je loše vodio njegov mlađi sin.
Šamši-Adad bio je veliki organizator, te je uspijevao održati čvrstu kontrolu nad upravom države, od visoke politike, do imenovanja dužnosnika i podjele namirnica. Njegovi su pohodi bili do u tančine isplanirani, a vojska mu je bila vješta u klasičnim metodama opsade, što je uključivalo gradnju opsadnih zidina i nasipa. Često je koristio uhode, ali i promidžbu protiv protivničkih gradova.
Nakon Šamši-Adadove smrti kraljevstvo se počelo raspadati, jer mu je nedostajalo kohezije, a i zemljopisni položaj mu je bio ranjiv. Tako je ubrzo Zimri Lim zbacio Jasmah-Adada s prijestolja u Mariju, a ostatkom kraljevstva uskoro će zavladati Babilonac Hamurabi.